# Zone Bit Recording

Disposizione fisica dei settori in un disco che utilizza il metodo ZBR: all'aumentare della distanza dal centro, il numero di settori in un dato angolo aumenta da uno (zona rossa) a due (zona verde) fino a quattro (zona grigia).

Il Zone Bit Recording (ZBR) è un metodo utilizzato dalle memorie a disco per ottimizzare l'utilizzo delle tracce del disco in modo da aumentare la capacità di memoria. È detto anche Zone Constant Angular Velocity (Zone CAV or Z-CAV or ZCAV).
Il metodo consiste nell'allocare un maggior numero di settori nelle tracce più esterne del disco. Infatti su un disco a tracce concentriche, la lunghezza fisica della traccia aumenta all'aumentare della distanza dal centro. Quindi, a densità di dati costante, la capacità di una traccia aumenta assieme alla distanza dal centro.
Per implementare la codifica ZBR, il controller del disco divide il disco in un certo numero di zone a seconda della distanza dal centro. La zona più interna è utilizzata per impostare la velocità di lettura/scrittura, che è poi mantenuta costante per le altre zone. In questo modo la velocità angolare di rotazione aumenta nelle zone esterne, ma è mantenuta costante all'interno di ogni zona.

## Drive che utilizzano la codifica ZBR/ZCAV
- Commodore 1541
- Apple Macintosh Drive II 400K/800K floppy disk
- DVD-RAM
- HD DVD-RW (esclusi i HD DVD-ROM o HD DVD-R)
- Quasi tutti gli hard disk moderni[non chiaro][2]